# Старатељски орган
Старатељски орган је орган државне управе надлежан за обављање послова старатељства, односно орган којем је законом поверено вршење јавних овлашћења старатељске заштите деци без родитељског старања и других пунолетних лица која из различитих разлога нису у стању да се сама старају о својој имовини, личности, правима и интересима, као и послове заштите породице и помоћи породици. Послови органа старатељства могу бити законом поверени разним државним органима (судови, државно-административни органи, јавне установе). Послове заштите породице, помоћи породици и старатељства, на основу Закона о обезбеђивању породично-правне заштите грађана Србије, обавља центар за социјални рад као установа социјалне заштите.